# Igor Mogne
Igor de Araújo Mogne (* 1. August 1996 in Maputo) ist ein mosambikanischer Schwimmer.
Mogne begann bereits mit sechs Jahren zu schwimmen, seit seinem achten Lebensjahr nahm Mogne an Schwimmwettbewerben teil. Zunächst schwamm er von 2004 bis 2008 für den Schwimmverein Desportivo de Maputo, seit 2008 ist er Mitglied des Vereins Golfinhos de Maputo. Inzwischen schwimmt Mogne auch für den portugiesischen Verein Sporting Clube de Portugal.
Mogne war bereits in zahlreichen internationalen Wettbewerben vertreten, u. a. bei den Commonwealth Games 2014 in Schottland. 2016 vertrat Mogne Mosambik bei den Olympischen Sommerspielen in Rio de Janeiro als einziger männlicher Schwimmer. In der Disziplin 100 m Freistil erreichte Mogne mit einer Zeit von 50,65 s den 45. Platz und schied in der ersten Runde aus.